# Чудаков, Николай Васильевич
Николай Васильевич Чудаков (6 января 1905; Новая Ладога, Ленинградская область, Российская империя — 30 апреля 1945; Берлин, Германия ) — советский военный деятель, полковник, заместитель командира 38-го стрелкового корпуса.

## Биография

### Начальная биография
Николай Васильевич Чудаков родился 6 января 1905 года в городе Новая Ладога Санкт-Петербургской губернии.
До службы в армии Н. В. Чудаков работал слесарем в механических мастерских водного транспорта в г. Новая Ладога. В декабре 1920 года окончил курсы ассистентов-фармацевтов в Петрограде и работал по специальности в Новоладожской городской аптеке.
С апреля 1922 года по август 1925 года проходил обучение в Борисоглебско-Ленинградской кавалерийской школе командного состава, после окончания которой получил назначение на должность командира взвода в 39-й кавалерийский полк 7-й кавалерийской дивизии Западного оенного Округа (г. Минск).
В феврале 1926 года переведен в в отдельный кавалерийский эскадрон 8-й стрелковой дивизии (г. Бобруйск)
C 1931 по 1939 года служил на различных командных должностях в РККА: командиром сабельного эскадрона, и. д. начальника снайперских сборов дивизии, 2-м помощником начальника штаба по разведке 33-го кавалерийского полка,начальником штаба 116-го кавалерийского полка 29-й кавалерийской дивизии Белорусского Военного Округа. Командовал курсами подготовки лейтенантов при штабе 6-го кавалерийского корпуса в г. Гомель.
С июля 1939 г. зачислен слушателем в Военную академию РККА им. М. В. Фрунзе.

### В Великую Отечественную войну
В начале Великой Отечественной войны, в июле 1941 года, выпускник академии подполковник Н. В. Чудаков  назначен начальником штаба 43-й отдельной кавалерийской дивизии. В составе кавалерийской группы полковника А. И. Бацкалевича Центрального фронта участвовал с ней в рейдах по тылам бобруйской группировки противника В августе дивизия прикрывала отход войск 21-й армии к р. Днепр, затем в составе кавалерийской группы этой армии вела бои на Брянском и  Юго-Западном фронтах.  В ходе Киевской оборонительной операции в сентябре ее части вели тяжелые бои в окружении в районах Конотоп, Бахмач, Оржица, Духов, Чернухи, Черевки. В октябре 1941 г. дивизия прорвалась из окружения в районе Норки (на р. Псел), после чего расформирована.
В октябре 1941 года подполковник Н. В. Чудаков назначен а должность начальника штаба 79-й кавалерийской дивизии, находящейся на формировани в г. Чирчик Среднеазиатского военного округа. В ноябре 1941 года дивизия вошла в состав 57-й резервной армии. В январе 1942 года дивизия сосредоточилась в районе г. Изюм для участия в Барвенковского-Лозовской операции. В том же месяце подполковник Н. В. Чудаков был допущен к исполнению дел начальника штаба 5-го кавалерийского корпуса этой же 57-й армии Южного фронта. 
В июне того же года назначен начальником штаба 383-й стрелковой дивизии 18-й армии Южного фронта и участвовал с ней в Воронежско-Ворошиловградской оборонительной операции, в оборонительных боях на Дону. В составе дивизии принимал участие в Армавиро-Майкопской оборонительной операции, в боях на Кубани и в предгорьях Кавказа. 
С 29 апреля 1943 г. полковник Н. В. Чудаков вступил в командование 83-й горнострелковой дивизией, которая в составе этой же 56-й армии вела оборонительные бои на рубеже Неберджаевская, Крымская (севернее г. Новороссийск). В конце мая того же года за потерю управления частями дивизии он был отстранен от должности и назначен офицером связи оперативного отдела штаба 56-й армии. С октября 1943 г. состоял в распоряжении командующего войсками Северо-Кавказского фронта, затем в январе 1944 г. назначен начальником штаба 16-го стрелкового корпуса Отдельной Приморской армии 4-го Украинского фронта. В период с 21 января по 24 февраля 1944 г. и. д. командира этого корпуса.
В мае 1944 года был возвращен к исполнению прямых обязанностей начальника штаба корпуса и в этой должности принимал участие в Крымской наступательной операции. По завершении боевых действий в Крыму корпус был выведен в резерв Ставки ВГК, в период с 12 по 27 мая 1944 г. полковник Н. В. Чудаков вновь стал временно исполняющим обязанности командира корпуса.
После окончания Варшавско-Познанской наступательной операции,  феврале 1945 года, полковник Н. В. Чудаков был освобожден от должности и зачислен в распоряжение Военного совета 1-го Белорусского фронта (прикомандирован к штабу 33-й армии).
В марте допущен к исполнению дел заместителя командира 38-го стрелкового корпуса . 
В ходе Берлинской наступательной операции при выполнении боевой задачи во время штурма Берлина 30 апреля 1945 г. пропал без вести.

## Награды
- Орден Красной Звезды (1936 г.)
- Два Ордена Красного Знамени (1944 г.)
- Два Ордена Отечественной войны I степени (28.09.1943, 21.02.1945),
- Медаль «За оборону Кавказа»